# イスラム民族運動
イスラム民族運動（イスラムみんぞくうんどう）は、アフガニスタンのウズベク人政治団体である。指導者はラシッド・ドスタム。

## 概要
イスラム民族運動は1989年に結成されたアフガニスタン民主共和国陸軍第53歩兵師団をその母体としている。当時は4万人前後の兵力を抱える部隊だった。1992年、ラシッド・ドスタムはムハンマド・ナジーブッラー政権に叛旗を翻し、アフガニスタン民主共和国は崩壊に追い込まれた。
1992年、ラシッド・ドスタムはイスラム民族運動を結成した。その主力はアフガニスタン人民民主党パルチャム派であった。当初はブルハーヌッディーン・ラッバーニー政権に協力していたが、1994年に叛旗を翻し、グルブッディーン・ヘクマティヤールと共にカーブルを攻撃し、政権を打倒しようとした。同年結成されたターリバーンが勢力を拡大し、ヘクマティヤールが敗走すると再び政府側に加わり、北部同盟に参加する。この頃、マザーリシャリーフ周辺を実効支配していたが、1997年、党首の座を狙ったアブドゥル・マリクの反逆で1998年にタリバーンの占領を許す事になった。2001年、イスラム民族運動はアフガニスタン紛争においてマザーリシャリーフを解放し、さらにアフガニスタン全土の解放に尽力した。
2021年、ファーリヤーブ州の知事の任命をめぐってアシュラフ・ガニー大統領と対立した。ジュンビッシュ民兵と支持者による抗議活動の結果、ガニー大統領から任命されたモハマド・ダウド・ラグマニを乗せたヘリコプターの着陸を阻止するに至った。

## 人権問題
1992年から2001年までのアフガニスタン北部と、カブールの戦いの最中カブール周辺地域で人権侵害に関与していた。ナクリア基地など、ジュンビッシュの支配下にある100の地域は、レイプ、殺人、略奪などの深刻な人権侵害に苦しんでいると頻繁に言及された。
2001年後半、アフガニスタン北部で米軍特殊部隊と共闘しターリバーンに勝利したジュンビッシュは、降伏したターリバーン戦闘員、チェチェン人、そしてウズベク人などの捕虜8,000人をコンテナに閉じ込めダシュテ・ライリ虐殺を引き起こした。
2016年7月、ヒューマン・ライツ・ウォッチは、6月にファーリヤーブ州北部で民間人を殺害、虐待、略奪したとしてジュンビッシュを非難した。